# Кубок (деревня)
Кубок — деревня в Невельском районе Псковской области России. Входит в состав Усть-Долысской волости.

## География
Расположена на восточном берегу Кубецкого озера, в 6 км к юго-востоку от деревни Усть-Долыссы и в 12 км к северо-западу от города Невель.

## Население
| 2001 | 2002 | 2010 |
| ---- | ---- | ---- |
| 40   | ↘32  | ↗33  |

Численность населения деревни по оценке на начало 2001 года составляла 40 человек.

## История
Рождественская церковь погоста Кубок Невельского уезда. Точная дата постройки церкви неизвестна. Здание церкви было деревянное. В 1852 году к нему была пристроена новая деревянная колокольня.

## Транспорт
Через деревню проходит федеральная трасса М20 «Псков» Санкт-Петербург — Псков — Пустошка — Невель — граница с Республикой Белоруссия